# Литрас, Периклис
Периклис Литрас (греч.  Περικλής Λύτρας  Афины, 1888 — Афины, 1940) — греческий художник первой половины 20-го века.

## Биография

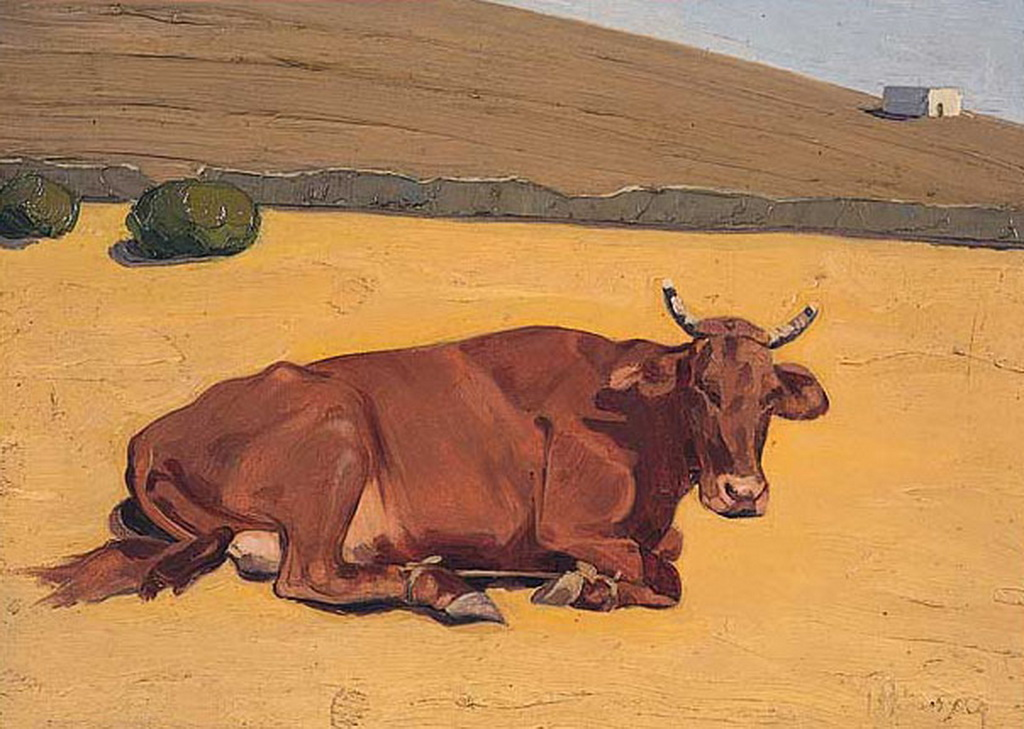
Корова.

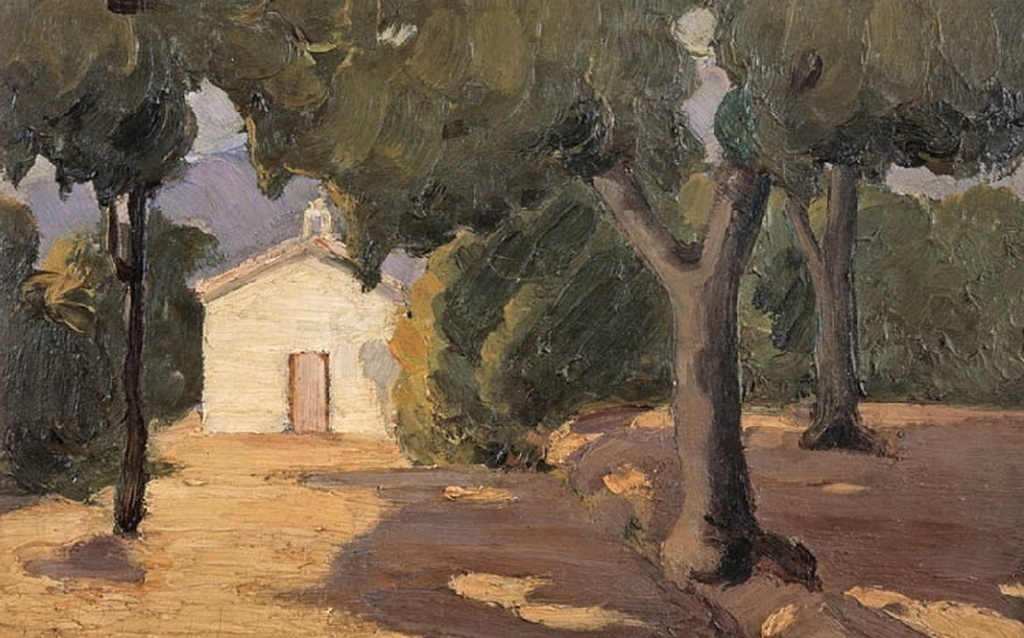
Церквушка.

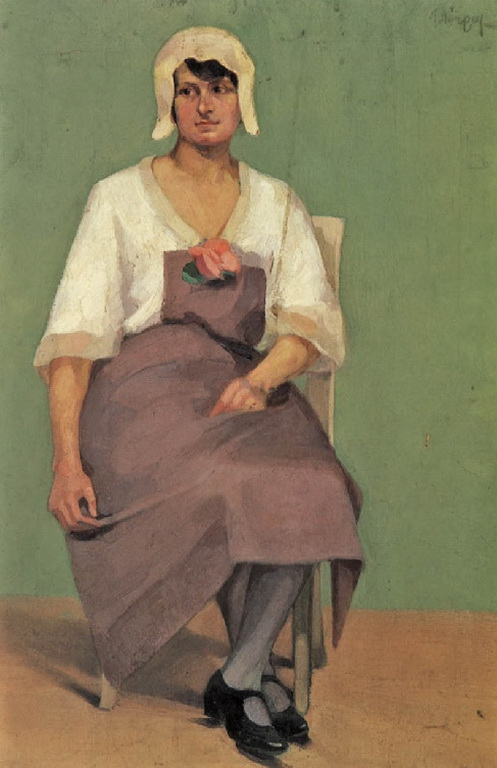
Сидящая девушка.

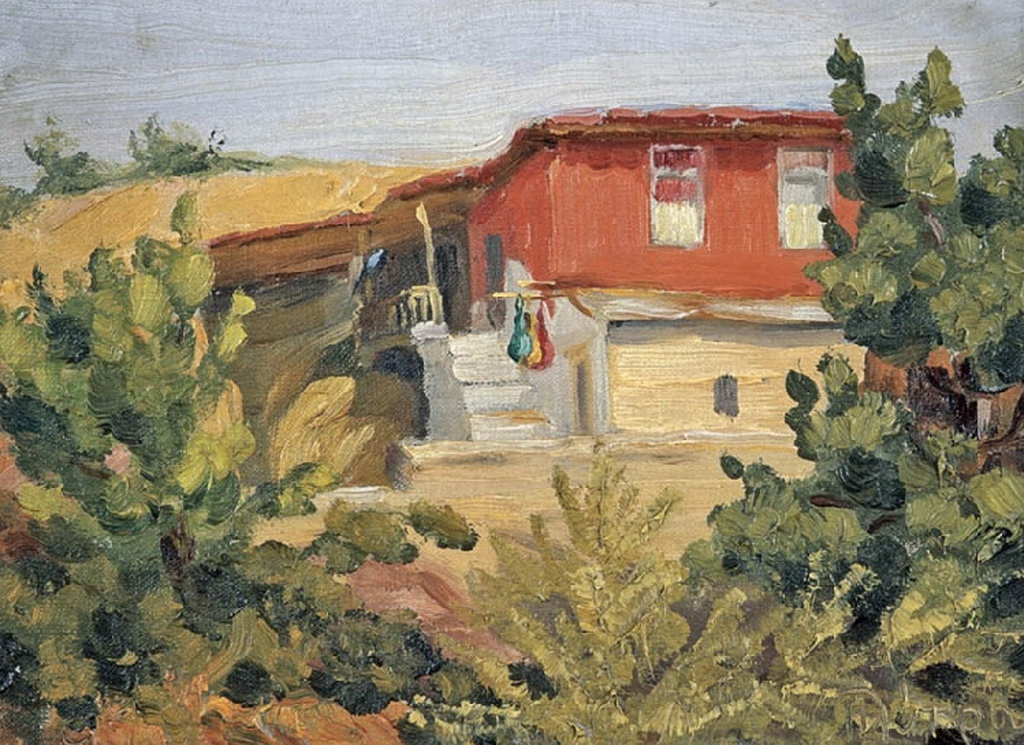
Красный дом.

Периклис Литрас родился в греческой столице в 1888 году, в семье одного из известнейших греческих художников 19-го века Никифора Литраса. У Никифора Литраса и его жены Ирини Кирьякиду было 6 детей, из которых двое, Николай и Перикл, также стали художниками.
Периклис Литрас учился в Афинской школе изящных искусств с 1902 по 1909 год, у своего отца Никифора Литраса и у Георгия Яковидиса.
Значительно позже, в период 1928—1930, продолжил свою учёбу в Париже.
Писал в основном пейзажи и жанровые сцены, в стиле импрессионизма, а также портреты и натюрморты.
Является автором большого числа афиш. Выставлял свои работы на персональных выставках в Париже в 1929 году и в Афинах в 1931 году. Принял участие во многих групповых выставках.
По сравнению со своим отцом и братом Николаосом, занимает в греческой живописи значительно более скромное место.
Картины художника хранятся и выставляются в Национальной галерее Греции, Муниципальной галерее Ларисы и других публичных галереях и частных коллекциях Греции.
Периклис Литрас умер в Афинах в 1940 году.
В некоторых источниках местом его смерти ошибочно указана египетская Александрия.
Вероятно происходит путаница с его братом, актёром Лисандром Литрасом (1885—1921), который действительно умер в Александрии.